# Don Pettie
Don Pettie, född 28 mars 1927, död 12 augusti 2017, var en friidrottare från Kanada. Han deltog vid olympiska sommarspelen 1948.